# Citer
Een citer, zither of zitherachtige is een  snaarinstrument dat voornamelijk bestaat uit een klankbodem (boog, buis, plank, frame) die bespannen is met een of meer snaren. In de indeling volgens Hornbostel–Sachs behoren tot deze instrumentengroep onder andere de Japanse koto, de piano en het hakkebord. Het instrument moet niet verward worden met de Indiase sitar.
De concertciter als zelfstandig instrument komt voornamelijk voor in het Duitstalige deel van Europa bij volksmuziekevenementen.

## Etymologie
Citer is afgeleid van het Griekse kithara, een instrument uit de klassieke oudheid dat werd gebruikt in het Oude Griekenland en later in het hele Romeinse Rijk en in de Arabische wereld (Arabisch قيثارة). Ook het woord gitaar is afgeleid van kithara. De voorganger van de citer is de hommel.

## Griekse mythologie
In de Griekse mythologie leerde Herakles van Linos citer spelen. Herakles doodde hem later, nadat Linos aangekomen was in de stad Thebe en Thebaan was geworden. Later werd hij hiervoor aangeklaagd. Herakles werd voor de moord vrijgesproken op basis van de wet van Rhadamantos.

## Lijst van citers en verwante instrumenten
- bandura (Oekraïne)

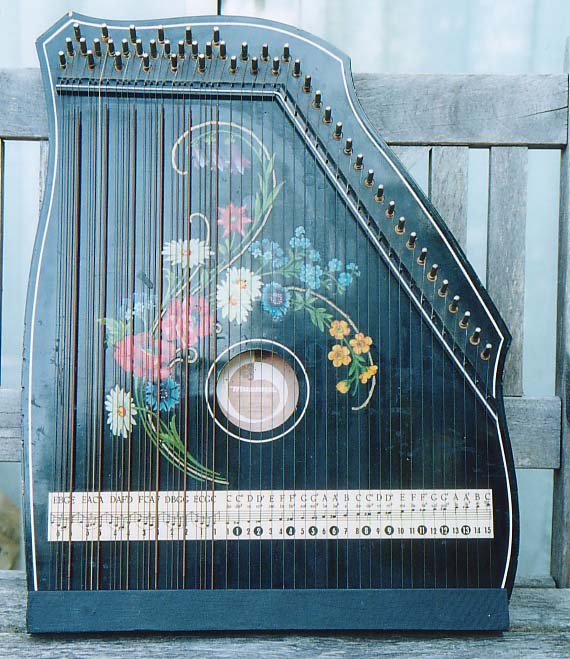
Citer met 45 snaren zonder fretten

- citera (Hongarije) langeleik (Noorwegen, Denemarken) Scheitholt (Duitsland) langspil (IJsland) kankles (Estland, Letland, Litouwen)
- clavichord, klavecimbel, spinet, virginaal, vina (India)
- cimbalom (Balkan), hakkebord, santur (India), qanûn (Turkije), hammered dulcimer (Ierland, Verenigde Staten)
- dulcimer (Verenigde Staten) hommel (Nederland) (België) epinette (België, Frankrijk), langspell (Zweden)
- enanga (Oeganda)
- guzheng, guqin (China)
- kacapi (Indonesië)
- kantele, psalterium, santoor (India), concertciter, akkoordciter, autoharp
- kelstone (België)
- kementsje (Turkije)
- koto (Japan)
- monochord
- noardske balke (Friesland) vlier (Nederland)
- piano, vleugel

Er zijn ook gestreken varianten, waarbij enkele snaren via een mechaniek met knoppen ingekort worden:
- draailier, nyckelharpa (Zweden)

Bij de draailier worden de snaren gestreken door een ronddraaiende houten schijf die met hars is ingewreven, bij de nyckelharpa met een strijkstok.

## Trivia
- Citer is ook de naam van een door Santiago Calatrava ontworpen brug bij Hoofddorp in de Haarlemmermeer. De tuien van de brug hebben de inspiratie gegeven voor deze naam. Ook twee andere bruggen van deze architect in de Haarlemmermeer hebben namen van een muziekinstrument: Harp en Luit.
- De openingsmelodie van de film The Third Man (1949) wordt door Anton Karas op de citer gespeeld. Deze muziek werd wereldberoemd.